# Bundesstraße 219
Pour les articles homonymes, voir Route 219.
La Bundesstrasse 219 est une Bundesstraße du Land de Rhénanie-du-Nord-Westphalie.

## Géographie
Le B 219 passe les contreforts de la forêt de Teutberg avec les falaises de Dörenthe avec un col de montagne puis traverse le canal Dortmund-Ems à Dörenthe.
La route croise la B 54. Les deux routes empruntent le même parcours sur une longueur de 1 800 mètres.

## Histoire
La route terrestre de Münster à Saerbeck a en 1846 une chaussée. Vers 1937, cette route bien développée est élevée en Reichsstraße.
Jusque dans les années 1990, le point de départ de la B 219 est à environ 3,5 kilomètres plus au nord dans la ville d'Ibbenbüren et croise la B 65. Après son déclassement en Landesstraße entre Osnabrück et Salzbergen, le point de départ de la B 219 est déplacé hors de la ville et le B 219 commence depuis lors à la sortie 11b de la Bundesautobahn 30.
Jusqu'en 2016, la Bundesstrasse menait d'Ibbenbüren à Münster. À Greven, elle traversait l'Ems et directement à la limite des villes entre Greven et Münster, jusqu'à la Bundesautobahn 1. Elle passe à côté de Saerbeck et Greven sur une route de contournement. À Münster, elle croise la B 54. Cette ancienne portion sud de la B 219 est déclassée en Landstraße  en 2016 et fait depuis partie de la L 587.

## Source
- (de) Cet article est partiellement ou en totalité issu de l’article de Wikipédia en allemand intitulé « Bundesstraße 219 » (voir la liste des auteurs).

1. ↑  (de) « Die Bundes- und Reichsstraßen in Deutschland - Nr. 166 bis 327 » [archive du 18 février 2009], sur home.arcor.de (consulté le 16 juillet 2025)